# 米格尔·德帕斯
米格尔·德帕斯（西班牙語：Miguel de Paz，1961年1月31日—），西班牙男子曲棍球运动员。他曾代表西班牙参加1980年、1984年和1988年夏季奥林匹克运动会曲棍球比赛，其中1980年奥运会获得一枚银牌。